# Districtul Tha Pla
Tha Pla (în thailandeză ท่าปลา) este un district (Amphoe) din provincia Uttaradit, Thailanda, cu o populație de 44.025 de locuitori și o suprafață de 1.681,445 km².

## Componență
1. ↑  Local Directory 2003, Volume 2, p. 379